# Stepanki (rejon barski)
Stepanki (ukr. Степанки) – wieś na Ukrainie, w obwodzie winnickim, w rejonie żmeryńskim, w hromadze Bar.
W pobliżu znajduje się przystanek kolejowy Stepanky, położony na linii Żmerynka - Mohylów Podolski.

## Historia
Wieś bojarska położona była w pierwszej połowie XVII wieku w starostwie niegrodowym barskim w województwie podolskim.
W XIX i w początkach XX w. położone były w Rosji, w guberni podolskiej, w powiecie lityńskim. Po I wojnie światowej w granicach Związku Sowieckiego. Od 1991 na niepodległej Ukrainie.
Do 2020 w rejonie barskim.